# Nižné Repaše
Nižné Repaše este o comună slovacă, aflată în districtul Levoča din regiunea Prešov. Localitatea se află la altitudinea de 746 m deasupra n.m., se întinde pe o suprafață de 10,33 km2 și în 2017 număra 171 de locuitori. Se învecinează cu comuna Torysky.

## Istoric
Localitatea Nižné Repaše este atestată documentar din 1270.

## Demografie
| An:                | 1994 | 2004    | 2014    | 2024    |
| ------------------ | ---- | ------- | ------- | ------- |
| Număr de persoane: | 251  | 212     | 183     | 149     |
| Diferență:         |      | −15,53% | −13,67% | −18,57% |

| An:                | 2023 | 2024 |
| ------------------ | ---- | ---- |
| Număr de persoane: | 149  | 149  |
| Diferență:         |      | +0%  |